# L'Américaine et l'Amour
Pour plus de détails, voir Fiche technique et Distribution.
L'Américaine et l'Amour (Bachelor in Paradise) est un film américain réalisé par Jack Arnold, sorti en 1961.

## Fiche technique
- Titre : L'Américaine et l'Amour
- Titre original : Bachelor in Paradise
- Réalisation : Jack Arnold
- Scénario : Valentine Davies et Hal Kanter d'après une histoire de Vera Caspary
- Production : Ted Richmond
- Société de production : MGM
- Image : Joseph Ruttenberg
- Montage : Richard W. Farrell
- Musique : Henry Mancini
- Direction artistique : George W. Davis et Hans Peters
- Costumes : Helen Rose
- Pays de production :  États-Unis
- Format : Couleur (Metrocolor) - Son : Mono (Westrex Recording System)
- Genre : Comédie romantique
- Durée : 109 minutes
- Dates de sortie : 
  - États-Unis : 1er novembre 1961

## Distribution
- Bob Hope (VF : Gabriel Cattand) : Adam J. Niles / Jacques Adam
- Lana Turner (VF : Claire Guibert)  : Rosemary Howard
- Janis Paige : Dolores Jynson
- Jim Hutton (VF : Michel Roux) : Larry Delavane
- Paula Prentiss (VF : Michele Montel)  : Linda Delavane
- Don Porter  (VF : Yves Brainville) : Thomas W. Jynson
- Virginia Grey : Camille Quinlaw
- Agnes Moorehead : Juge Peterson
- Florence Sundstrom : Mme Pickering
- John McGiver (VF : Roger Carel) : Austin Palfrey
- Clinton Sundberg : Rodney Jones
- Alan Hewitt (VF : William Sabatier) : Attorney Backett
- Reta Shaw  (VF : Helene Tossy) : Mme Brown
- Mary Treen : Mme Bruce Freedman